# Bradnop
Bradnop es una parroquia civil y un pueblo del distrito de Staffordshire Moorlands, en el condado de Staffordshire (Inglaterra).

## Geografía
Según la Oficina Nacional de Estadística británica, Bradnop tiene una superficie de 13,28 km².

## Demografía
Según el censo de 2001, Bradnop tenía 307 habitantes (48,86% varones, 51,14% mujeres) y una densidad de población de 23,12 hab/km². El 21,17% eran menores de 16 años, el 74,27% tenían entre 16 y 74, y el 4,56% eran mayores de 74. La media de edad era de 38,42 años. Del total de habitantes con 16 o más años, el 23,55% estaban solteros, el 70,66% casados, y el 5,79% divorciados o viudos.
El 99,02% de los habitantes eran originarios del Reino Unido y el 0,98% del resto de países europeos. Todos los habitantes eran blancos. El cristianismo era profesado por el 85,67%, mientras que el 8,14% no eran religiosos y el 6,19% no marcaron ninguna opción en el censo.
Había 107 hogares con residentes, 6 vacíos, y 3 eran alojamientos vacacionales o segundas residencias.